# Phare de la Pierre-de-Herpin
Le phare de la Pierre-de-Herpin indique l'entrée de la baie du mont Saint-Michel. Situé au large de la pointe du Grouin, sur la roche de la Pierre-de-Herpin, ce phare en mer compte cinq étages. Demandé dès les années 1850, il est mis en service le 1er octobre 1882. Une corne de brume a été installée en 1909. Rénovée en 1932 et supprimée en 1954, elle a été remise en service en 1964.
Le phare est électrifié en 1970.